# Hesione intertexta
Hesione intertexta är en ringmaskart som beskrevs av Grube 1878. Hesione intertexta ingår i släktet Hesione och familjen Hesionidae. Inga underarter finns listade i Catalogue of Life.